# Carl Weymann

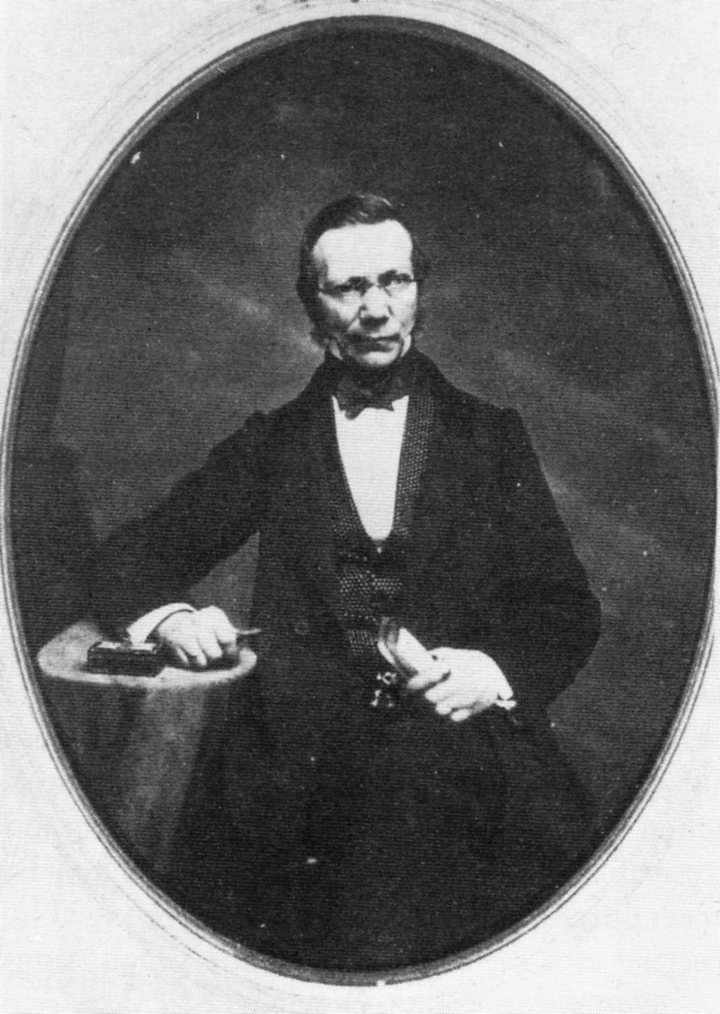
Carl Weymann um 1865

 Johann Conrad Carl Weymann (* 1. August 1809 in Osnabrück; † 29. Juli 1886 Osnabrück) war ein Stahlwarenfabrikant in Osnabrück.

## Leben
Der jüngste Sohn des Bäcker-Gildemeisters Anton Gottlieb Weymann gründete nach mehrjähriger Tätigkeit auf dem Eisenhammer seines Bruders Rudolf in Hellern („Fa. Weymann & Meese“) mit dem Schlossermeister Borgmann 1836 in Nahne eine Eisenschmelzhütte und Eisenwarenfabrik. Zwei Jahre später übernahm er die alleinige Leitung des Unternehmens, das vor allem kleinere Eisengusswaren (Töpfe, Öfen, Pflugeisen usw.) produzierte. Bezeichnend für den frühindustriellen Charakter dieses „fabrikähnlichen Etablissements“ war die Verwendung eines Pferde-Göpels für den Antrieb des zum Schmelzbetrieb benötigten Windgebläses. Aufgrund einer schon 1844 erteilten behördlichen Genehmigung verlegte Weymann die Fabrik im Jahre 1850 auf ein Grundstück hinter dem Weymannschen Stammhaus in Osnabrück (Petersburger Wall/Ecke Johannisstraße) und erweiterte in diesem Zusammenhang auch die betrieblichen Einrichtungen. Ein um 1850 von der Firma vertriebenes Warenbuch listete auf achtundvierzig Seiten bereits dreihundert lieferbare Artikel auf. Aus dem nun stetig expandierenden Betrieb schied der Firmengründer 1874 aus gesundheitlichen Gründen, 65-jährig, aus. Bei seinem Tod, kurz vor dem 50-jährigen Geschäftsjubiläum, beschäftigte das Unternehmen 65 Mitarbeiter. Das Unternehmen existiert heute noch und stellt vor allem Aufzüge her.